# Lobo-eurasiático
O lobo-eurásiatico (nome científico: Canis lupus lupus), também conhecido como lobo-comum ou simplesmente lobo-europeu é uma subespécie do lobo-cinzento (Canis lupus) nativa da Europa e das zonas de floresta e estepe da ex-União Soviética. A espécie habitou em toda a Eurásia antes da Idade Média. Além de um extenso registro paleontológico e genético, línguas Indo-Europeias, normalmente possuíam várias palavras para lobo, assim, atestando a abundância da espécie e sua importância cultural. A espécie era tida com alta consideração nas culturas dos Báltico, Celtas, Eslavos, Turcos, Gregos antigos, Romanos, e Trácios, embora inicialmente possuísse reputação ambivalente em culturas Germânicas.
É o maior lobo do Velho mundo, com média de 39 kg (86 lb) na Europa; no entanto, indivíduos excepcionalmente grandes pesavam entre 69–80 kg (150–180 lb), embora isso varie de acordo com a região. Sua pelagem é relativamente curta e grossa, e é, geralmente, de uma cor acastanhada-alaranjada, com parte branca na garganta que quase não se estende para as bochechas. Animais melanísticos(pretos), albinos e avermelhados são raros e, principalmente, são na maioria o resultado da hibridização cão-lobo. O uivo do lobo eurasiático é muito mais prolongado e melodioso do que o dos os lobos norte-americanos, cujos uivos são mais altos e tem uma forte ênfase na primeira sílaba. Os dois são, no entanto, mutuamente inteligíveis, como os lobos norte-americanos foram registrados por biólogos respondendo ao uivo do estilo europeu.

## Tamanho
O tamanho do lobo eurasiático está sujeito a variação geográfica, com os animais na Rússia e na Escandinávia, sendo maiores e mais volumosos do que aqueles que residem na Europa Ocidental. Os lobos adultos da Rússia medem de 105–160 centímetros (41–63 pol) de comprimento, 80–85 centímetros (31–33 pol) na altura do ombro, e pesam, em média, 32–50 quilogramas (71–110 lb), com um peso máximo de 69–80 quilogramas (150–180 lb). O maior lobo registrado foi morto após a II Guerra Mundial, área de Kobelyakski na regiãode Poltavskij em SSR da Ucrânia, e pesava 86 quilogramas (190 lb). Maiores pesos de 92–96 quilogramas (200–210 lb) têm sido relatados na Ucrânia, embora as circunstâncias em que estes últimos animais foram pesados não são conhecidos. Embora semelhante em tamanho a lobos da Rússia central, lobos suecos e noruegueses tendem a ser mais fortemente construído com ombros mais profundos. Um lobo morto na Roménia foi estimado a pesar 72 quilogramas (160 lb). Nos lobos italiano, com exceção da cauda, o comprimento do corpo varia entre 110-148 cm, enquanto que a altura do ombro é 50-70 cm. Os machos pesam entre 25–35 quilogramas (55–77 lb) e, raramente, 45 quilogramas (99 lb). O lobo britânico é conhecido por ter atingido dimensões semelhantes ao lobo do Ártico.